# Jibun Jishin
Jibun Jishin è un fumetto tedesco dallo stile volutamente ispirato ai manga giapponesi, di Nina Werner. Pubblicato originariamente in Germania dalla casa editrice Carlsen sulla rivista Daisuki dal 2005 al 2006, in Italia è stato importato da J-Pop che ne pubblicato il volume nel luglio 2008.

## Trama
Quando torna in Giappone dopo aver studiato all'estero, la prima persona in cui si imbatte Chiyo Kita è una timida ragazza cui il vento alza la gonna; la prima cosa che nota Chiyo, stupita, è che sotto le pieghe si nascondono un paio di boxer da uomo. Ancora frastornata, la giovane viene chiassosamente accolta da tutta la scuola: i vecchi amici e persino la professoressa fanno a gara per accoglierla. Giorni dopo, la misteriosa ragazza coi boxer viene presa di mira da Sawako, la “principessa” della scuola e bulla dell'istituto, Chiyo – da sempre nemica di Sawako e incuriosita dalla solitudine di Sorai – difende la vittima. Punita dal preside, Sawako si vendica nei giorni successivi continuando ad infastidire la passiva Sorai, che – seppur grata a Chiyo e ai suoi amici - rimane una studentessa solitaria ed introversa. Quando Sawako scopre che la sua vittima è in realtà un ragazzo crossdresser la persecuzione diventa ancora più feroce, mentre per le strade della città ed in particolare nei pressi della scuola due creature evanescenti (un bambino ed una giovane dal volto coperto dai lunghi capelli) si affrontano in battaglie magiche.
Scoperta la condizione di orfano di Sorai, Sawako – già colpevole di aver reso noto a tutti gli studenti il vero sesso della “ritrosa” Sorai – cerca di approfittare delle circostanze per trovare altre scomode verità da sbandierare sulla pubblica piazza. È proprio il misterioso spirito di bambino a far cambiare idea alla principessa: Sawako, ricordandosi di essere orfana e di condividere dunque con la sua vittima un passato simile, decide di rappacificarsi col giovane, che nel frattempo ha abbandonato le vesti femminili ed ha accettato la propria mascolinità.